# アスラウグ

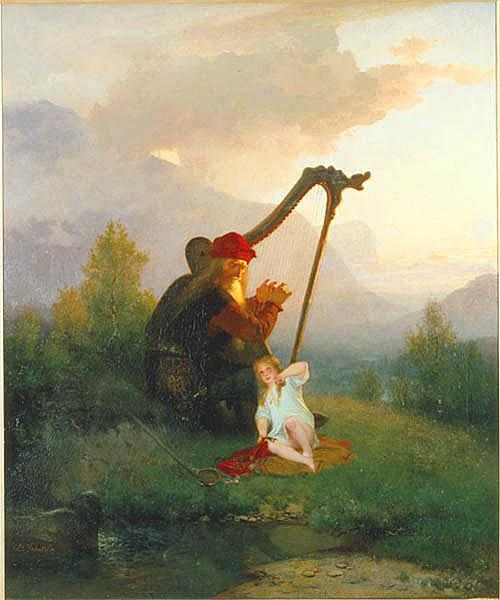
ヘイミル王とアスラウグ

アスラウグ（アースラウグ、古ノルド語: Áslaug；別名にクラーカ Kráka、ランダリーン Randalín）は、北欧神話に登場する王女。『スノッリのエッダ』第2部「詩語法」および『ヴォルスンガ・サガ』にそれぞれ一文だけ名前が挙がるほか、『ラグナル・ロズブロークのサガ』『ラグナルの息子たちの話』に登場する。

## 伝承
以下の伝承は、主に『ラグナル・ロズブロークのサガ』（以下『サガ』）で語られている。『ラグナルの息子たちの話』（以下『話』）では主にスウェーデン攻めの場面と子孫に関して異伝が語られている。
アスラウグは〈ファーヴニル殺しの〉シグルズと〈ブズリ王の娘の〉ブリュンヒルドの間の娘である。シグルズの死後、ブリュンヒルドの養父であるヘイミルによって育てられた。ヘイミルはアスラウグのため、子供を隠すのに充分な大きさの巨大な竪琴を作らせ、彼女をその中に隠して育てた。こうして、ヘイミルは貧しい竪琴弾きとして、アスラウグを竪琴に隠したまま各地を旅した。
ヘイミルはノルウェーにたどりつくと、農民の夫婦の家に一夜の宿を求めた。竪琴の中に貴重品が隠してあると誤解した夫婦によって、ヘイミルは眠っている間に殺害され、竪琴が破壊された。夫婦は竪琴の中から出てきた少女にクラーカ（カラスの意味）と名づけて、自分たちの娘として養育した。また、夫婦はアスラウグが高貴な生まれであることを隠すため、彼女に汚れた服を着せることにした。

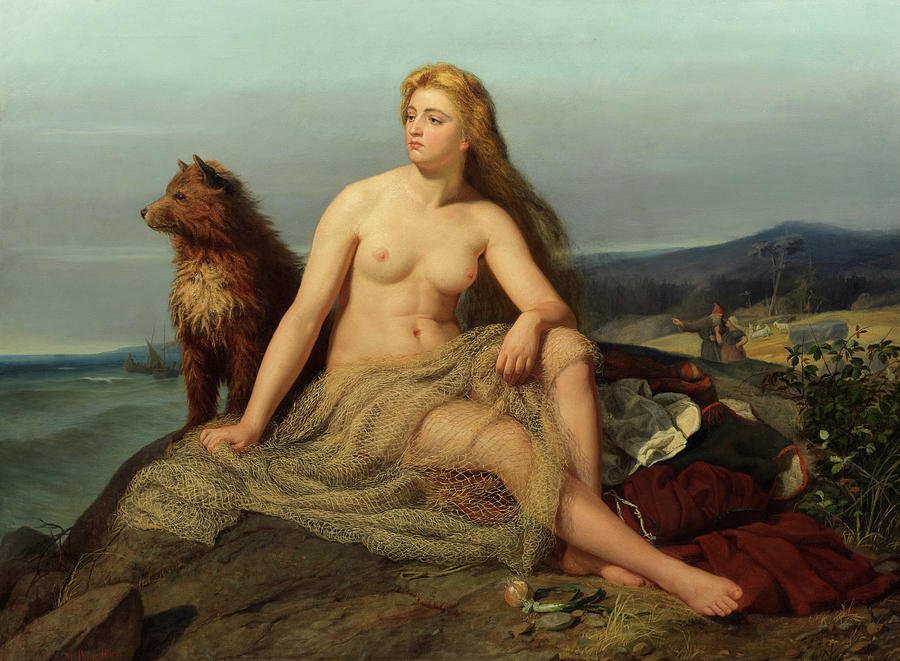
クラーカ、Mårten Eskil Winge画、1862

ある日の朝、クラーカは外出中に多くの大きな船が接岸しているのを目にする。クラーカは身体を洗い、美しさを取り戻す。彼女は家に戻り、パンを焼くために家を訪れていた船の料理人たちの目に入る。彼女の美しさに目を奪われた料理人たちがパンを焼くのに失敗したことから、彼女の美しさが船団の長ラグナル・ロズブロークの耳に入る。ラグナルは少女の知恵を試そうと、「服を着るわけでも裸でいるわけでもなく、満腹でも空腹でもなく、1人でいるわけでも集団でいるわけでもない」状態で自分のもとに来るように命じてみせた。すると、少女は網を身につけ、玉ねぎを噛みながら、イヌだけをお供に連れてやってきた。こうして、少女に恋したラグナルは彼女と結婚し、何人もの子供をもうけた。
ある時、ラグナルは懇意にしていたスウェーデン王から王女との結婚を勧められる。身分の低い娘を妃に迎えたことで部下たちに不満が広がっていたこともあり、クラーカと離婚することを決意してしまう。3羽の鳥によってこの情報を得たクラーカは、ラグナルが家に帰ってくると彼を激しく非難するとともに、自分の出自が高貴であることを説明した。そして、クラーカは父がファーヴニル（竜）殺しのシグルズであることを証明するため、蛇のような目をした子供を産んでみせると宣言し、宣言通り蛇のような目をした子供（蛇の目のシグルズ）を産んでみせた。ラグナルは離婚を取りやめる。
この破談により、ラグナルとスウェーデン王の友好関係は終わりを告げ、ラグナルと前の妃ソーラの間の子であるエイレクとアグナルがスウェーデンに攻め込む。しかし、アグナルは戦死し、エイレクは捕えられたのち、部下たちの身代わりとして殺されることを選ぶ。エイレクは継母アスラウグへの言伝を遺す。アスラウグは継子の死に涙を流す。復讐の思いは止まず、息子たちにスウェーデン王への復讐をけしかけ、そして息子たちと共にスウェーデンに攻め込む。また『サガ』と『話』ではこの時よりランダリーンと呼ばれるようになったと述べられている。彼女は復讐を果たし、帰国する。
ラグナルがイングランドに遠征したさい、彼はアスラウグの警告を守らなかったことで失敗している。ラグナルはわずか2隻の船で攻め込むことを計画する。アスラウグは船を増やすべきだと主張するが、ラグナルは寡兵で勝利した方が名誉であり、また敗れたとしても国から失われる船の数は少ない方が良いと聞き入れない。アスラウグはせめてもと自身が編んだ魔法のシャツを渡し、ラグナルを送り出す。その後、兵数に劣るラグナルは敗北し捕らえられる。蛇牢（蛇に満たされた穴）に放り込まれ、アスラウグが作った魔法のシャツを着ている間は蛇に噛まれることはなかったが、最終的には敵の王の命によりシャツを脱がされ、蛇に噛み殺されてしまう。
その後、アスラウグとラグナルの息子の一人、蛇の目のシグルズの血筋は、ノルウェー王ハラルド美髪王およびデンマーク王ハラルド青歯王に繋がっていったと『サガ』および『話』では語られている。『サガ』では、蛇の目のシグルズの娘の名はラグンヒルドであり、ハラルド美髪王の母である、と簡潔に述べられている程度であるが、『話』ではより詳細に記述されている。ただし『話』ではラグンヒルドは蛇の目のシグルズの娘ではなく玄孫に位置付けられている。『話』の第5章によると、蛇の目のシグルズの死後、アスラウグは彼の娘を引き取り、自身と同じ名前を与えて養育した。その養育された娘の息子がシグルズ・ヒョルト (Sigurd Hart)  であり、シグルズ・ヒョルトの娘がラグンヒルドである。ラグンヒルドはハールヴダン黒王と結婚し、ハラルド美髪王が生まれたとされる。また『話』の第3章の終わりから第4章では、蛇の目のシグルズの息子（先述の娘とは双子とされる）がホルザ・クヌート (Harthacnut I of Denmark) であり、その息子がゴルム王、その息子の一人が、初めてキリスト教を受け入れ洗礼を受けたことで知られるデンマーク王ハラルド（いわゆるハラルド青歯王）であったと述べられている。
なお、ラグナルの伝説に関するもう一つの情報源である『デンマーク人の事績』「第九の書」にはアスラウグの名はみられない。蛇の目のシグルズや骨なしのイーヴァルらに相当する人物はトーラ（『ラグナル・ロズブロークのサガ』のソーラに相当する）とレグネル（ラグナルに相当する）との間の息子とされている。ただし、2番目の妃であるトーラの病死の記述の後に、3番目の妃としてスヴァンローガという名前が登場する。彼女については、彼女とレグネルの息子の一人ヴィトセルクが敵に捕らわれ死したのち、悲嘆に暮れるレグネルを叱咤激励し仇討に向かわせるという『ラグナル・ロズブロークのサガ』のエイレクの死に関する逸話を思い起こさせる描写があるほか、名前の関連性が指摘されている。ただし『デンマーク人の事績』において彼女に関する記述は薄く、またレグネルより先に病で没している。

## 近代以降の受容
19世紀イギリスの詩人ウィリアム・モリスは、『ヴォルスンガ・サガ』を英訳し、また「アスラウグの養育」という物語詩を書いている。